# Hugo Blanco Galiasso
Hugo Blanco Galiasso, más conocido por Hugo Blanco o por sus seudónimos John Clark, John Russell o Hugh White. (Chaco, 22 de enero de 1937) es un actor argentino de cine, teatro y televisión.

## Biografía
De padres españoles Blanco comenzó su carrera en los escenarios a la edad de cinco años. Con posterioridad recibió el premio nacional por su actuación en la obra teatral "Clérambard". Su carrera teatral lo llevó a participar en las compañías de Pepita Serrador y José Cebrián. Tras sus primeros compromisos televisivos se trasladó a España en 1961, donde rodó La mano de un hombre muerto de Jess Franco. A dicha película siguieron más de cincuenta apariciones en cine y televisión, principalmente en roles secundarios.

## Filmografía (selección)
- La patota (1960)
- La mano de un hombre muerto (1961)
- El Secreto del Dr. Orloff (1964)
- Ocaso de un pistolero (1965)
- ¿Por qué seguir matando? (1965)
- Texas addio (1966)
- Mestizo (1966)
- El precio de un hombre (1966)
- Crónica de un atraco (1967)
- Siete mujeres para los MacGregor (1967)
- Sonora (1968)
- Uno después de otro (1968)
- Chicas de club (1970)
- Disco rojo (1973)
- No encontré rosas para mi madre (1973)
- Amargo despertar (1975)
- Ambición fallida (1975)
- El valle de las viudas (1975)
- Mayra, la venus negra (1976)
- La última bandera (1977)
- Tex y el señor de los abismos (1985)